# Nieuport 12
Nieuport 12 a fost un biplan (sescviplan) francez de recunoaștere (observație aeriană), vânătoare și antrenament utilizat în Primul Război Mondial de Franța, Rusia, Marea Britanie și Statele Unite. Exemplarele produse după război au fost folosite ca avioane de antrenament până spre sfârșitul anilor 1920.

## Construcție
Provenind din Nieuport 10, Nieuport 12 a fost o versiune mărită și remotorizată, cu performanțe îmbunătățite. Era echipat în spatele carlingii cu o mitralieră Lewis (en) deservită de observator, montată de obicei într-un inel Etévé (cunoscut și ca inel Nieuport), dar la primele exemplare aceasta era montată pe un piedestal sau un semiinel. Uneori dispunea de o a doua mitralieră Lewis care trăgea spre înainte pe deasupra aripii superioare. Avioanele Nieuport 12 construite de William Beardmore and Company (en) și folosite de Royal Flying Corps (en) erau uneori prevăzute cu inel Scarf (en) în loc de inel Nieuport, și cu o mitralieră Vickers sincronizată cu elicea pentru pilot. Avioanele construite de Beardmore aveau și alte modificări.
Avionul era propulsat de un motor Clerget de 100 CP, sau de un Clerget 9B (en) de 130 CP, sau de un Le Rhône 9J (en) de 110 CP montat în bot.

## Variante

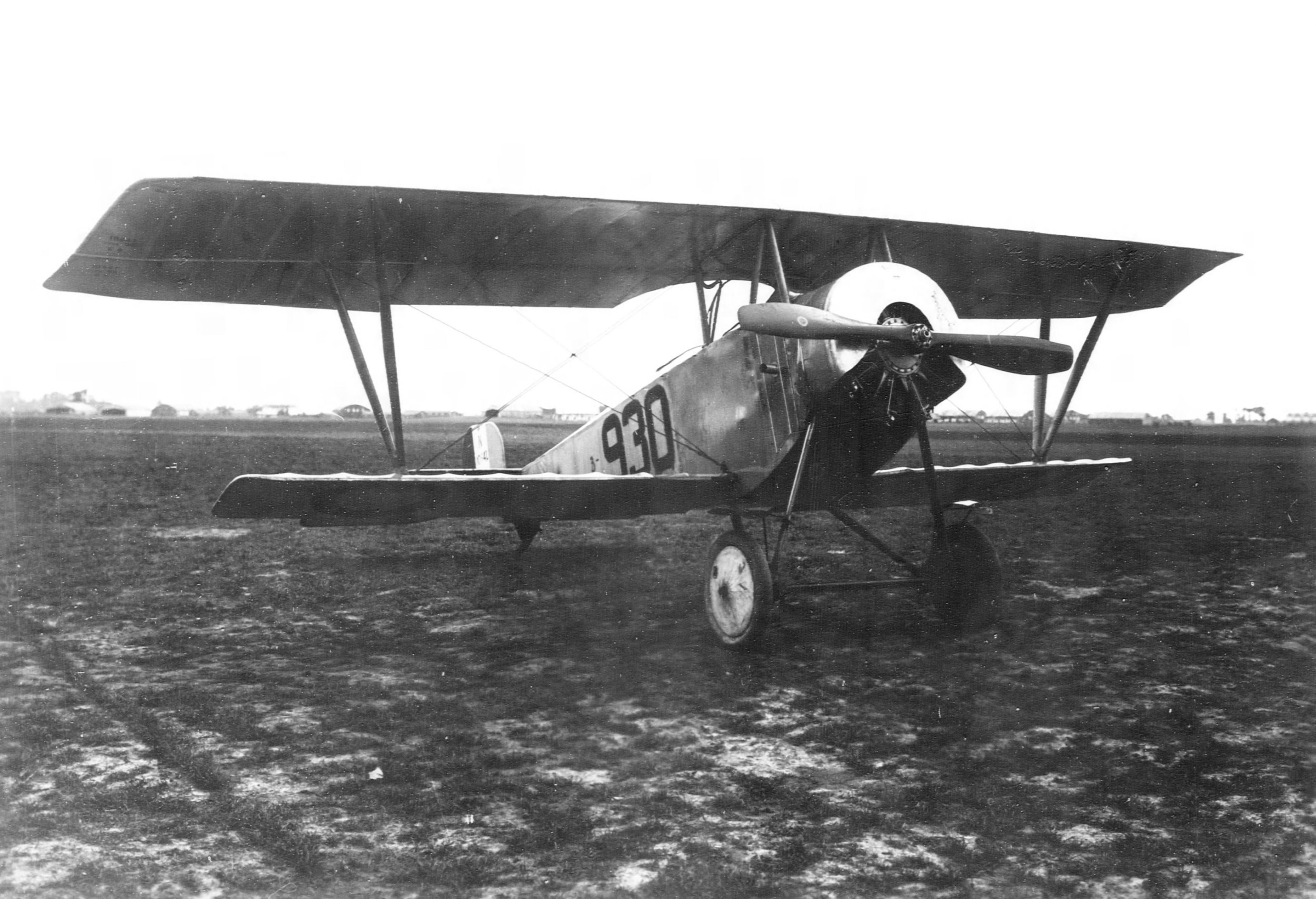
Avion de antrenament American Nieuport 80 E.2

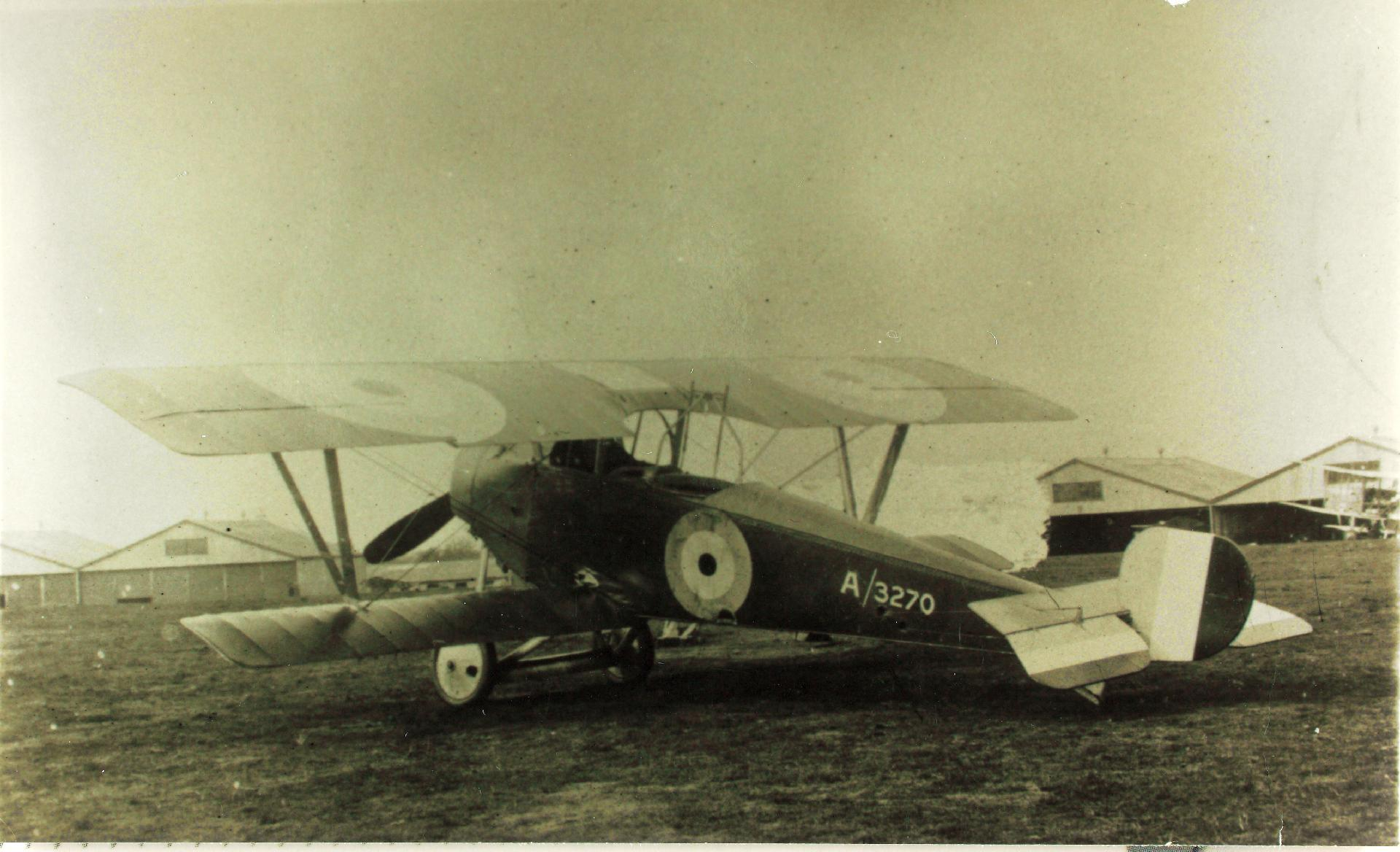
Nieuport 12 al Royal Flying Corps construit de Beardmore. Benzile de pe profundor erau marca fabricii Beardmore

.
Nieuport 12 A.2
Biplan biloc de recunoaștere, echipat cu motorul Clerget 9Z (en) sau Le Rhône 9J (en) de câte 110 CP.
Nieuport 12bis C.2
Versiune echipată cu motorul Clerget 9B de 130 CP și cu părțile laterale mai aerodinamice.
Nieuport 13
S-au construit două prototipuri cu anvergura mărită, dar cu aceeași suprafață portantă ca și varianta 12. Unul a fost echipat cu motorul Hispano-Suiza 8 (en) de 140 CP, iar celălalt cu motorul Le Rhône 9C (en) de 80 CP.
Nieuport 20
Variantă echipată cu motorul Le Rhône 9J. Nefolosită în Franța, 21 de bucăți livrate către Royal Flying Corps. Similare ca aspect cu 12bis.
23 metri Nieuport
Denumire generică neoficială pentru toate tipurile cu aripa de 23 m².
Nieuport 80 E.2 și 81 E.2
Versiune de antrenament a Nieuport 12, construită în multe exemplare, fără armament. Cifra „8” din denumire se referea la echiparea cu motorul Le Rhône 9C de 80 CP. Diferența era că varianta 80 E.2 era cu dublă comandă (elev și instructor), iar 81 E.2 era cu simplă comandă, pe locul din spate (pilot/instructor).
Nieuport 12 (Beardmore)
Beardmore a modificat treptat varianta Nieuport 12. Primele 50 de exemplare produse erau standard, dar la cele ulterioare apăreau modificări. Acestea au fost echipate cu motoparele Clerget 9Z de 110 CP sau Clerget 9B de 130 CP.
Mitsubishi Army Type Ko 1 Trainer
57 de exemplare de Nieuport 81 E.2 produse în Japonia sub licență.
Trainer Type 1
Denumire siameză pentru Nieuport 80 E.2.
Sipowicz 1
Avion experimental polonez.

## Exponat

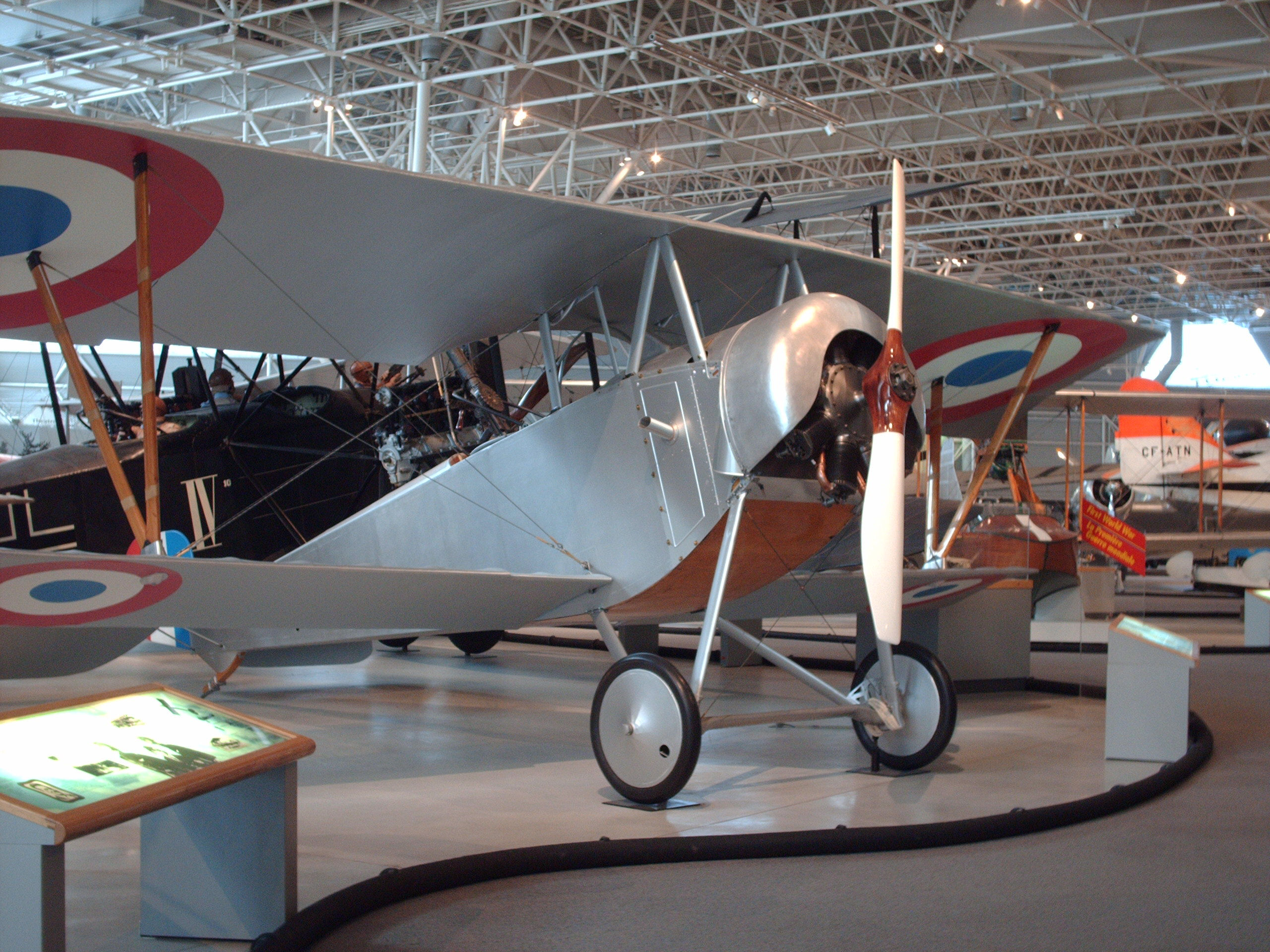
Nieuport 12 la Muzeul Canadian al Aviației și Spațiului

Există un singur exponat de Nieuport 12 restaurat (inclusiv cu motorul original Le Rhône 9J) la Muzeul Canadian al Aviației și Spațiului (en) din Ottawa. Acest avion a fost donat în 1916 Arhivelor Dominionului Canada împreună cu un tun de 75 model 1897 și o colecție de afișe de propagandă de guvernul francez și a fost folosit pentru promovarea obligațiunilor de război, activitate desfășurată până la pandemia de gripă din 1918, după care a fost depozitat. Spre sfârșitul anilor 1960 Royal Canadian Air Force (en) l-a convertit în exponat Beardmore, dar spre sfârșitul anilor 1990 a fost restaurat.

## Caracteristici tehnice (construcție franceză de Nieuport 12 cu motor Clerget de 110 CP)
Caracteristici tehnice
- echipaj: 2 (pilot și observator)
- lungime: 7,00 m
- anvergură: 9,00 m
- suprafață portantă: 22,0 m²
- greutate gol: 550 kg
- greutate încărcat: 850 kg

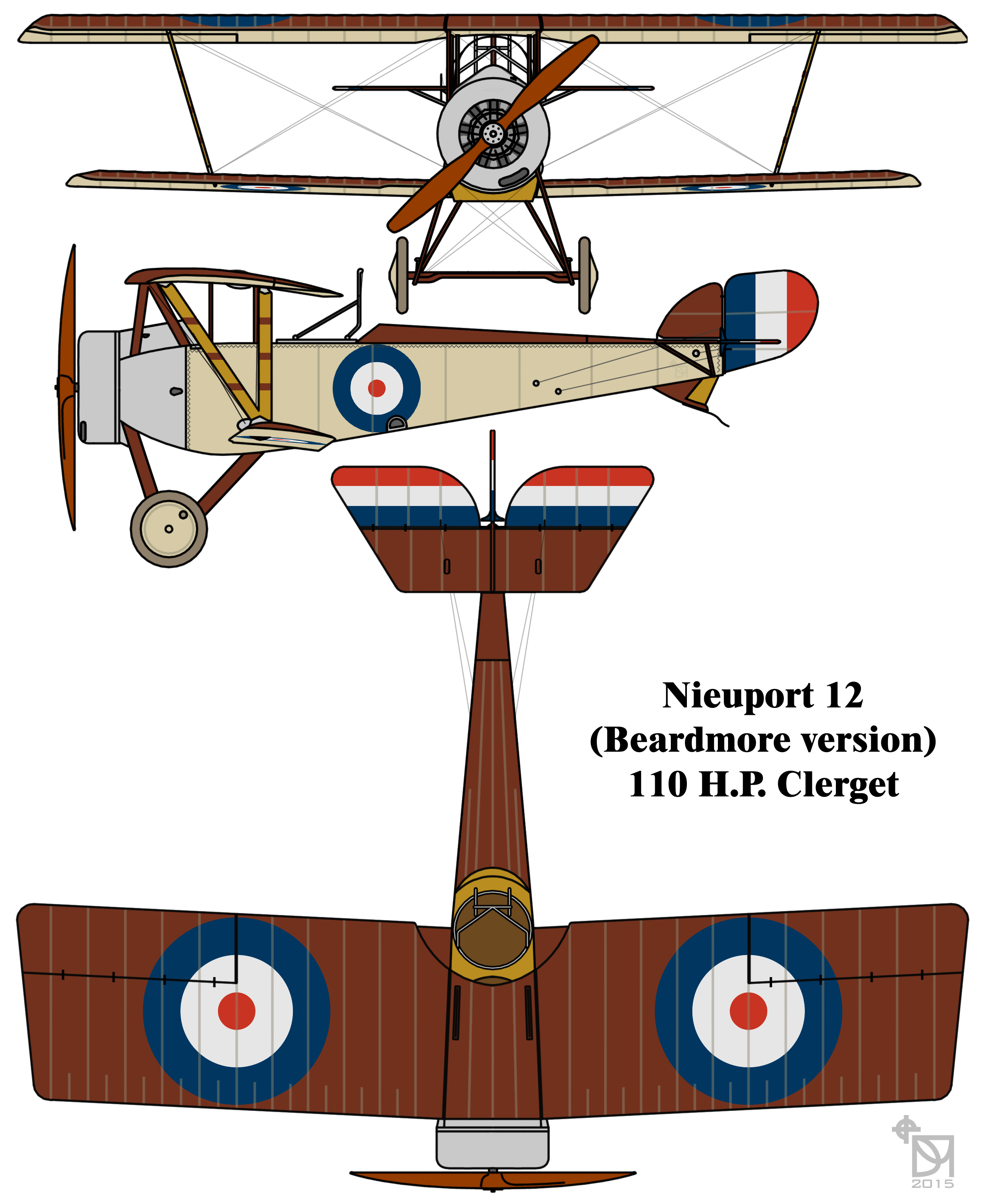
Desen al Nieuport 12 varianta Beardmore cu toate modificările

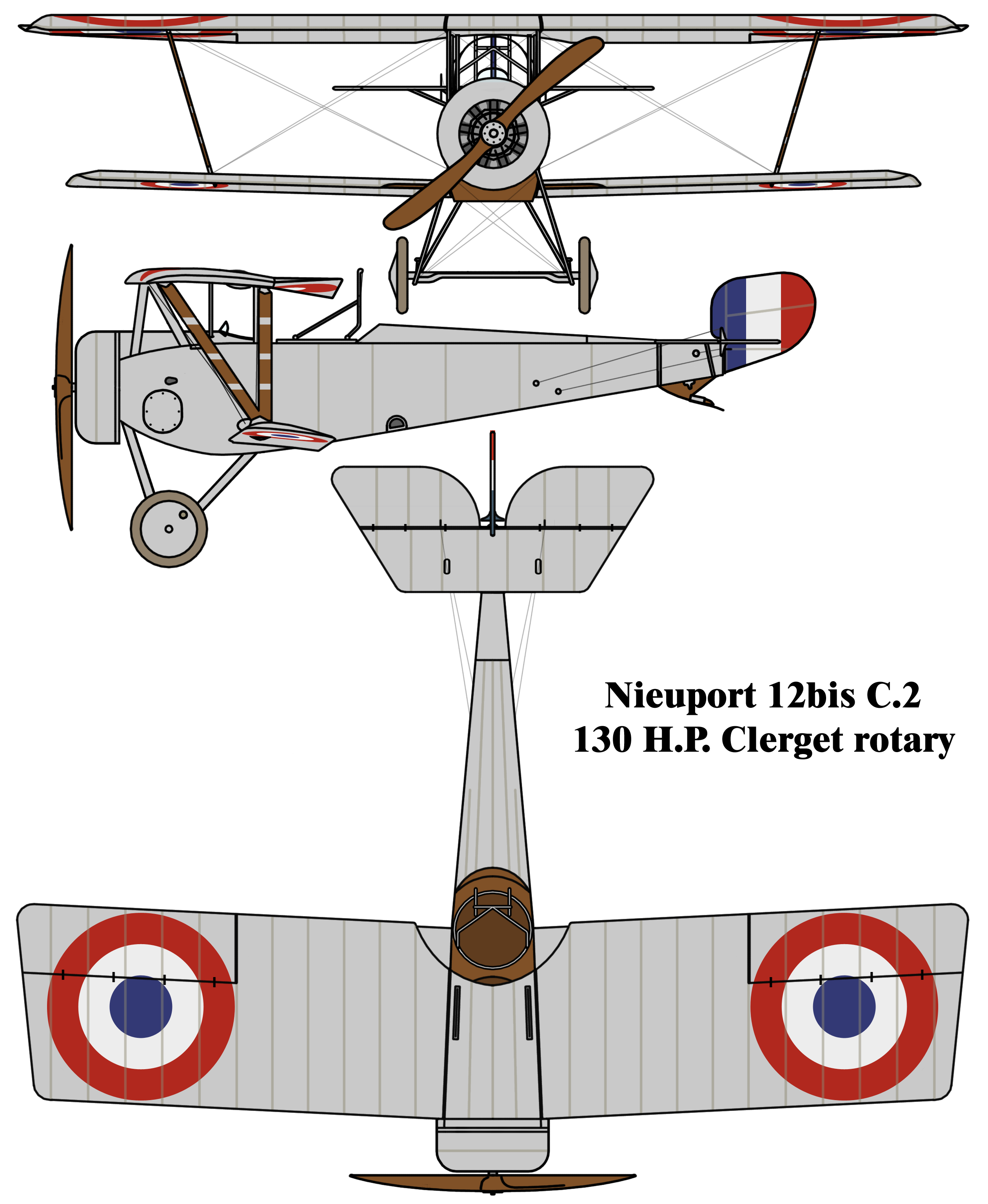
Nieuport 12bis C.2

- motor rotativ cu 9 cilindri Clerget 9Z de 110 CP

## Performanțe
- viteză maximă: 146 km/h la 2000 m altitudine
- autonomie: 3 h[7]
- plafon: 4000 m[8]
- viteză ascensională: 5 min 4 sec la 1000 m, 14 min 15 sec la 2000 m

## Armament
- 1 × mitralieră Lewis pe inel Etévé în spate, ocazional încă una deasupra aripii superioare